# Bombyliomyia concolor
Bombyliomyia concolor là một loài ruồi trong họ Tachinidae.